# Roberto Spampatti
Roberto Spampatti (ur. 28 grudnia 1965 r.) – włoski narciarz alpejski. Nie startował na igrzyskach olimpijskich ani mistrzostwach świata. Najlepsze wyniki w Pucharze Świata osiągnął w sezonie 1991/1992, kiedy to zajął 42. miejsce w klasyfikacji generalnej.

## Sukcesy

### Puchar Świata

#### Miejsca w klasyfikacji generalnej
- 1989/1990 – 73.
- 1990/1991 – 74.
- 1991/1992 – 42.
- 1992/1993 – 97.
- 1993/1994 – 128.

#### Miejsca na podium
1. Park City – 23 listopada 1991 (gigant) – 3. miejsce